# Diablo (loạt trò chơi)
Diablo là một loạt trò chơi video hành động nhập vai hack and slash lấy bối cảnh dungeon do Blizzard North phát triển và Blizzard Entertainment tiếp tục phát triển sau khi North đóng cửa vào năm 2005. Loạt được tạo thành từ ba trò chơi cốt lõi: Diablo, Diablo II và Diablo III. Các bản mở rộng bao gồm Hellfire do bên thứ ba xuất bản, tiếp nối trò chơi đầu tiên, Lord of Destruction, được Blizzard xuất bản và phát hành sau trò chơi thứ hai, và Reaper of Souls, tiếp nối trò chơi thứ ba. Nội dung bổ sung được cung cấp thông qua các yếu tố câu chuyện được khám phá trong các hình thức truyền thông khác. Diablo IV đã được công bố tại BlizzCon 2019.
Các trò chơi trong sê-ri này lấy bối cảnh thế giới thần tiên của Sanctuary. Ba trò chơi trong loạt diễn ra ở các khu vực địa lý tương tự, với một số khu vực chung bao gồm thị trấn Tristram và khu vực xung quanh Mount Arreat. Khung cảnh bổ sung được cung cấp bởi High Heavens và Burning Hells, hai thế giới riêng biệt có quan hệ với Sanctuary. Loạt trò chơi này tập trung vào cuộc chiến giữa những con người sống trên Sanctuary và Prime Evils, những con quỷ được dẫn dắt bởi Diablo, nhân vật phản diện chính của loạt. Con người đôi khi được trợ giúp bởi các thiên thần, đặc biệt là thiên thần công lý, Tyrael. Các nhân vật trong thế giới Sanctuary chủ yếu là con người, thiên thần và nhiều lớp quỷ, quái vật khác nhau.
Chuỗi trò chơi này đã dẫn đến việc xuất bản một số cuốn sách liên quan đến bối cảnh Diablo, bao gồm một loạt các dòng thời gian của vũ trụ. Ngoài ra còn có truyện tranh khám phá những câu chuyện khác nhau trong thế giới của Sanctuary.
Tính đến  ngày 30 tháng 5 năm 2012, dòng trò chơi này đã bán được 24,8 triệu bản trên toàn thế giới.

## Các trò chơi
| 1997 | Diablo                              |
| 1997 | Diablo: Hellfire                    |
| 1998 |                                     |
| 1999 |                                     |
| 2000 | Diablo II                           |
| 2001 | Diablo II: Lord of Destruction      |
| 2002 |                                     |
| 2003 |                                     |
| 2004 |                                     |
| 2005 |                                     |
| 2006 |                                     |
| 2007 |                                     |
| 2008 |                                     |
| 2009 |                                     |
| 2010 |                                     |
| 2011 |                                     |
| 2012 | Diablo III                          |
| 2013 |                                     |
| 2014 | Diablo III: Reaper of Souls         |
| 2015 |                                     |
| 2016 |                                     |
| 2017 | Diablo III: Rise of the Necromancer |
| 2018 |                                     |
| 2019 |                                     |
| 2020 |                                     |
| 2021 | Diablo II: Resurrected              |
| 2022 | Diablo Immortal                     |
| 2023 |                                     |
| 2024 |                                     |
| TBA  | Diablo IV                           |

### Diablo
Bối cảnh của Diablo là thị trấn Tristram, thủ đô trên thực tế của Vương quốc Khanduras trên thế giới Sanctuary. Cuộc chiến thực sự diễn ra bên dưới thị trấn trong một mê cung của ngục tối, hầm mộ và hang động dẫn vào sâu của Địa ngục.
Cốt truyện của Diablo xoay quanh một nhân vật người chơi thực hiện một loạt nhiệm vụ để giải phóng Tristram khỏi ác quỷ do Địa ngục sinh ra, bằng cách đi xuống qua mười hai cấp độ của ngục tối vào chính Địa ngục (bốn cấp độ cuối cùng), nơi người chơi chiến đấu với nhân vật chính, Diablo, Chúa of Terror - một trong bảy "Ác ma", những ác quỷ từng thống trị Địa ngục.
Diablo cung cấp ba lớp nhân vật và bản mở rộng Hellfire cung cấp ba lớp nữa. Người chơi có thể chơi như Warriors, Rogues (cung thủ) hoặc Sorcerers. Mỗi lớp đều có vị trí riêng trong lịch sử trò chơi và cả ba lớp đều xuất hiện với tư cách là những nhân vật không phải người chơi trong phần tiếp theo. Cả ba lớp đều có các kỹ năng chung giống nhau và khả năng sử dụng các phép thuật giống nhau. Mỗi người trong số họ có một kỹ năng dành riêng cho từng lớp (tương ứng là Sửa chữa vật phẩm, Gỡ bẫy và Nạp máu cho quân đi kèm - Item Repair, Trap Disarm, và Staff Recharge) có nhiều nhược điểm cũng như lợi ích, ngoại trừ Gỡ bẫy.

#### Hellfire
Diablo: Hellfire cung cấp thêm một lớp nhân vật: Monk, bên cạnh hai lớp nhân vật ẩn: Barbarian và Bard. The Monk chiến đấu tốt nhất bằng gậy hoặc tay không và nhận được tiền thưởng khi mặc áo giáp nhẹ hoặc không. Barbarian có thể sử dụng hai rìu cầm tay chỉ bằng một tay nhưng hoàn toàn không thể sử dụng phép thuật trong suốt phần lớn thời gian của trò chơi. Bard là một nhân vật có số liệu thống kê tương đối cân bằng, người có thể sử dụng hai vũ khí một tay cùng một lúc. Barbarian and the Bard chỉ có thể được chơi bằng cách sử dụng chỉnh sửa tệp, vì chúng chưa hoàn thành. Chúng sử dụng nghệ thuật của Warrior và Rogue, và không có truyền thuyết. Các nhiệm vụ bổ sung và khả năng nhiều người chơi (mặc dù không qua Battle.net) cũng có thể mở khóa thông qua tinh chỉnh đơn giản này.
Hellfire đã thêm hai môi trường ngục tối mới bổ sung đè lên bốn môi trường trong Diablo gốc: Nest and the Crypt. Mỗi môi trường này chứa nhiều quái vật mới khác nhau để chiến đấu, nhưng chúng không chứa nhiệm vụ hoặc trùm ngẫu nhiên và các cấp độ được tạo không chứa đền thờ hoặc thư viện. Trùm cuối của Hellfire, Na-Krul, được tìm thấy ở cấp độ cuối cùng của Sacred Crypt.
Phát triển Hellfire đã được Blizzard khởi động nhưng sau đó truyền qua cho Sierra thực hiện.

### Diablo II
Vào cuối trò chơi đầu tiên, một chiến binh đã cố gắng chứa linh hồn của Diablo trong chính mình. Chiến binh đã không thể làm như vậy, và vào đầu Diablo II, Chúa tể Khủng bố đã kiểm soát cơ thể của chiến binh và bắt đầu quá trình giải phóng hai người anh em, Mephisto và Baal của nó. Người chơi có thể chọn trong số năm nhân vật riêng biệt (bảy khi bao gồm cả bản mở rộng) để điều khiển trong nhiệm vụ của họ và khám phá thế giới Sanctuary thông qua bốn hành động. Vào cuối mỗi màn trong số bốn màn, người chơi phải đối mặt với những ác quỷ khác nhau, và với Diablo ở cuối game.
Các lớp nhân vật nói riêng đã được đón nhận được tốt hơn nhiều so với trò chơi trước. Không giống như người tiền nhiệm, Diablo II cung cấp lời giải thích cho từng lớp nhân vật theo đuổi Diablo:
- Những lời tiên tri của người Amazons đã báo trước rằng trận chiến cuối cùng khi cuối cùng loài người sẽ không bị thiên thần và ma quỷ thao túng đã ở trong tầm tay.
- Người Barbarian cũng mong đợi một "trận chiến cuối cùng", trong đó họ sẽ là những người đóng vai trò quan trọng trong việc quyết định số phận của thế giới.
- Người Necromancer xác định rằng Ác ma đã phát triển quá mạnh và do đó liên minh với lực lượng Ánh sáng để khôi phục sự cân bằng cho thế giới.
- Người Paladin, phẫn nộ với tội lỗi về hành động của họ trong Tòa án dị giáo, tìm kiếm công lý cho Mephisto, nguyên nhân thực sự của cuộc thập tự chinh đẫm máu.
- Nhóm Phù thủy tham gia trận chiến với những phép thuật hùng mạnh của họ để ngăn chặn sự băng hoại của ma thuật bởi Ác ma.

## Tiếp nhận
| Trò chơi   | GameRankings      | Metacritic |
| ---------- | ----------------- | ---------- |
| Diablo     | (PC) 89% (PS) 80% | (PC) 94    |
| Diablo II  | (PC) 89%          | (PC) 88    |
| Diablo III | (PC) 88%          | (PC) 88    |